# Magic Never Dies
Magic Never Dies è il terzo album della power metal band britannica Power Quest.
È il primo album con il batterista Francesco Tresca, andando a costituire la formazione "classica" e più longeva della band (2003-2008). A differenza degli altri album, gli ospiti sono pressoché assenti: solo Clive Nolan ha partecipato alle registrazioni con la band, per la terza ed ultima volta.

## Tracce
Testi e musiche di Steve Williams.
1. Ascension (Intro) (strumentale) – 2:04
2. Find My Heaven – 4:12
3. Galaxies Unknown – 5:02
4. Hold on to Love – 5:01
5. Diamond Sky – 4:00
6. The Message – 6:20
7. Soulfire – 4:58
8. Children of the Dream – 6:08
9. Strike Force – 6:22
10. Another World – 7:43
11. Magic Never Dies – 6:13

Traccia bonus nell'edizione giapponese
1. The Longest Night – 5:25

## Formazione
- Alessio Garavello – voce
- Steve Williams – pianoforte, tastiere, organo, cori
- Andrea Martongelli – chitarre soliste e ritmiche, chitarra acustica (tracce 6, 11), cori
- Steve Scott – basso, cori
- Francesco Tresca – batteria

Musicisti di supporto
- Clive Nolan – cori, arrangiamento orchestrale (tracce 1, 12), assolo di tastiere (traccia 12)
- Anna Walker – parlato (traccia 6)